# When You and I Were Young, Maggie
"When You and I Were Young, Maggie" er en sang, hvis tekst er skrevet af George Washington Johnson og udgivet i en digtsamling i 1864. I 1865 skrev James Austin Butterfield musik til digtet. 

## Sangens tilblivelse
George Washington Johnson blev født i nærheden af Toronto, Canada 1839.
Som 20 årig blev han færdigudlært skolelærer, og begyndte at undervise i Hamilton Ontario. På et tidspunkt forelskede han sig i Maggie Clark, der på et tilsyneladende tidligt tidspunkt var en af hans elever.
På et tidspunkt tager han ud til den lokale gamle mølle og samler tankerne da hans kære Maggie i længere tid har været syg med tuberkulose.
I 1864 udgav han digtsamlingen Maple Leafs hvor han bland andet udgav digtet ”When you and I were young Maggie”. Samme år giftede han sig med sin Clark.
Kort efter flytter de til Cleveland, og han blev ansat hos bladet ”Plain Dealer” som medredaktør.
Foråret 1865 døde Clark af tuberkulose 23 år gammel inden de havde været gift 1 år. Grebet af sorg opsagde han sin stilling hos avisen, og flytter tilbage til Canada.
Senere samme år, beder han sin gode ven James Austin Butterfield sætte musik til digtet, og i mange år efter bliver den sunget af mange forskellige kunstnere fra mange forskellige musikgenrer.